# 岩美町
岩美町（日语：／ Iwami chō */?）是位于日本鳥取縣東北端的一個城鎮。靠近日本海的浦富海岸為約15公里長的谷灣地形，為當地最主要的觀光資源。

## 人口
| 岩美町人口分布圖 |                                               |  |
| 岩美町與日本全國年齡別人口分布比較圖 （2005年資料） | 岩美町的年齡、男女別人口分布圖 （2005年資料） |  |
| ■紫色是岩美町 ■綠色是全国 | ■藍色是男性 ■紅色是女性                       |  |
| 岩美町人口變化 \| 1970年 \| 16,817人 \| \| \| 1975年 \| 16,063人 \| \| \| 1980年 \| 15,969人 \| \| \| 1985年 \| 15,944人 \| \| \| 1990年 \| 15,342人 \| \| \| 1995年 \| 14,713人 \| \| \| 2000年 \| 14,015人 \| \| \| 2005年 \| 13,270人 \| \| \| 2010年 \| 12,362人 \| \| \| 2015年 \| 11,485人 \| \| \| 2020年 \| 10,799人 \| \| |                                               |  |
| 資料來源：日本總務省統計中心提供之人口普查數據 |                                               |  |
| 1970年 | 16,817人                                      |  |
| 1975年 | 16,063人                                      |  |
| 1980年 | 15,969人                                      |  |
| 1985年 | 15,944人                                      |  |
| 1990年 | 15,342人                                      |  |
| 1995年 | 14,713人                                      |  |
| 2000年 | 14,015人                                      |  |
| 2005年 | 13,270人                                      |  |
| 2010年 | 12,362人                                      |  |
| 2015年 | 11,485人                                      |  |
| 2020年 | 10,799人                                      |  |

## 歷史

### 年表
- 1889年10月1日：實施町村制，現在的轄區在當時分屬：岩井郡岩井村、大岩村、本庄村、新宮村、高野村、網代村、浦富村、牧谷村、田後村、東村、蒲生村。
- 1896年3月29日：岩井郡、邑美郡、法美郡合併為岩美郡。
- 1917年9月1日：新宮村、高野村合併為小田村。
- 1925年4月15日：浦富村、牧谷村合併為新設置的浦富村。
- 1927年6月10日：
  - 岩井村改制為岩井町。
  - 浦富村改制為浦富町。
- 1954年7月1日：岩井町、大岩村、本庄村、小田村、網代村、浦富町、田後村、東村、蒲生村合併為岩美町。

### 變遷表
| 1889年10月1日 | 1889年 - 1926年            | 1926年 - 1954年            | 1926年 - 1954年           | 1955年 - 1989年           | 1989年 - 現在             | 現在                      |
| ------------- | -------------------------- | -------------------------- | ------------------------- | ------------------------- | ------------------------- | ------------------------- |
| 岩井村        | 岩井村                     | 1927年6月10日 改制為岩井町 | 1954年7月1日 合併為岩美町 | 1954年7月1日 合併為岩美町 | 1954年7月1日 合併為岩美町 | 1954年7月1日 合併為岩美町 |
| 大岩村        |                            |                            | 1954年7月1日 合併為岩美町 | 1954年7月1日 合併為岩美町 | 1954年7月1日 合併為岩美町 | 1954年7月1日 合併為岩美町 |
| 本村          |                            |                            | 1954年7月1日 合併為岩美町 | 1954年7月1日 合併為岩美町 | 1954年7月1日 合併為岩美町 | 1954年7月1日 合併為岩美町 |
| 新宮村        | 1917年9月1日 合併為小田村  | 1917年9月1日 合併為小田村  | 1954年7月1日 合併為岩美町 | 1954年7月1日 合併為岩美町 | 1954年7月1日 合併為岩美町 | 1954年7月1日 合併為岩美町 |
| 高野村        | 1917年9月1日 合併為小田村  | 1917年9月1日 合併為小田村  | 1954年7月1日 合併為岩美町 | 1954年7月1日 合併為岩美町 | 1954年7月1日 合併為岩美町 | 1954年7月1日 合併為岩美町 |
| 網代村        |                            |                            | 1954年7月1日 合併為岩美町 | 1954年7月1日 合併為岩美町 | 1954年7月1日 合併為岩美町 | 1954年7月1日 合併為岩美町 |
| 浦富村        | 1925年4月15日 合併為浦富村 | 1927年6月10日 改制為浦富町 | 1954年7月1日 合併為岩美町 | 1954年7月1日 合併為岩美町 | 1954年7月1日 合併為岩美町 | 1954年7月1日 合併為岩美町 |
| 牧谷村        | 1925年4月15日 合併為浦富村 | 1927年6月10日 改制為浦富町 | 1954年7月1日 合併為岩美町 | 1954年7月1日 合併為岩美町 | 1954年7月1日 合併為岩美町 | 1954年7月1日 合併為岩美町 |
| 田後村        |                            |                            | 1954年7月1日 合併為岩美町 | 1954年7月1日 合併為岩美町 | 1954年7月1日 合併為岩美町 | 1954年7月1日 合併為岩美町 |
| 東村          |                            |                            | 1954年7月1日 合併為岩美町 | 1954年7月1日 合併為岩美町 | 1954年7月1日 合併為岩美町 | 1954年7月1日 合併為岩美町 |
| 蒲生村        |                            |                            | 1954年7月1日 合併為岩美町 | 1954年7月1日 合併為岩美町 | 1954年7月1日 合併為岩美町 | 1954年7月1日 合併為岩美町 |

## 交通

### 鐵路
- 西日本旅客鐵道
  - 山陰本線：（←新溫泉町） - 東濱車站 - 岩美車站 - 大岩車站 - （鳥取市→）

|  |  |

## 觀光資源

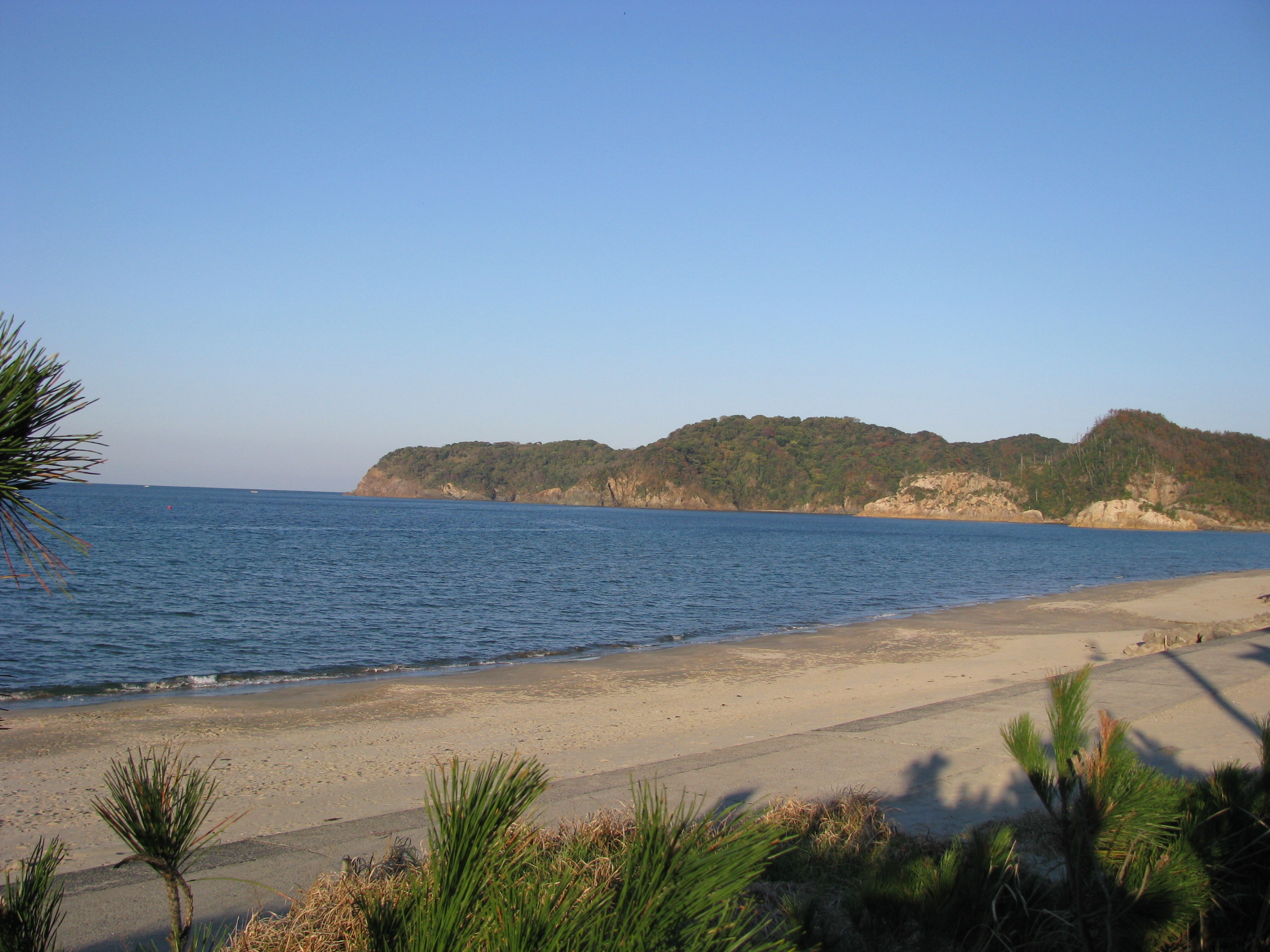
浦富海岸

- 浦富海岸
- 岩井溫泉

## 教育
高等學校
- 鳥取縣立岩美高等學校

## 姊妹、友好城市

### 日本
- 新溫泉町（兵庫縣美方郡）：於1964年7月1日與溫泉町締結為姊妹都市，而後溫泉町於2005年10月1日與濱坂町合併為新溫泉町。

## 本地出身之名人
- 尾崎翠：作家
- 澤田廉三：外交官、日本第一任駐聯合國大使
- 松岡駒吉：二次大戰後第一任眾議院議長
- 澤春藏：日本交通［鳥取日交］創辦人
- 細川雅巳：漫畫家

## 外部連結
- （日語） 岩美町觀光協會 （页面存档备份，存于）
- （日語） 岩美町商工會